# Giro delle Quattro Provincie 1945
Il Giro delle Quattro Provincie 1945 si svolse dal 5 al 7 ottobre 1945 su un percorso di 481,5 km suddiviso in tre tappe (l'ultima in due semitappe) con partenza e arrivo a Roma. Fu vinto dall'italiano Gino Bartali, che completò la prova in 15h35'12" precedendo i connazionali Mario Ricci e Adolfo Leoni; conclusero la prova, valida per l'assegnazione del Trofeo Gramsci, 26 ciclisti.

## Percorso
La prima tappa della corsa prese il via da Roma (Portonaccio) e si avviò verso l'Appennino transitando da Tivoli (km 25,3), Arsoli (km 65,9), la salita di Colli di Monte Bove (930 m s.l.m.), Tagliacozzo e Avezzano (km 109,6); da Celano si affrontò la seconda salita di giornata, quella di Ovindoli (1375 m s.l.m.), cui seguì un falsopiano e la discesa verso il traguardo, posto al velodromo dell'Aquila. La seconda tappa, anch'essa montuosa, partì dall'Aquila, superò la Sella di Corno (1005 m s.l.m.) e risalì la via Salaria con transito da Antrodoco, le Gole del Velino e Posta; oltrepassò quindi La Forchetta (1279 m s.l.m.) e Forca della Civita (1227 m s.l.m.) per scendere a Norcia (km 94,7). Giunta a Piedipaterno e superata la salita della Forca di Cerro, proseguì verso Spoleto (km 143,1) per affrontare l'ultima ascesa di giornata, il Valico della Somma, fino al traguardo di Terni.
La terza tappa si svolse in due frazioni. La prima ebbe partenza a Terni e arrivo, dopo la salita di Marmore e il transito per Piediluco, a Rieti; la seconda prese il via da Rieti e si avviò in salita verso Torricella in Sabina (unica asperità di giornata), scendendo quindi lungo la via Salaria fino a Monterotondo, e da qui prima verso Cinecittà e poi in direzione Motovelodromo Appio, sede del traguardo.

## Tappe
| Tappa  | Data      | Percorso         | km    | Vincitore di tappa | Leader cl. generale |
| ------ | --------- | ---------------- | ----- | ------------------ | ------------------- |
| 1ª     | 5 ottobre | Roma > L'Aquila  | 172   | Gino Bartali       | Gino Bartali        |
| 2ª     | 6 ottobre | L'Aquila > Terni | 172   | Mario Ricci        | Gino Bartali        |
| 3ª-1   | 7 ottobre | Terni > Rieti    | 37,5  | Quirino Toccaceli  | Gino Bartali        |
| 3ª-2   | 7 ottobre | Rieti > Roma     | 100   | Primo Volpi        | Gino Bartali        |
| Totale | Totale    | Totale           | 481,5 |                    |                     |

## Dettagli delle tappe

### 1ª tappa
- 5 ottobre: Roma > L'Aquila – 172 km

Risultati
| Pos. | Corridore    | Squadra | Tempo |
| ---- | ------------ | ------- | ----- |
| 1    | Gino Bartali | Legnano | ?     |

| Pos. | Corridore    | Squadra | Tempo |
| ---- | ------------ | ------- | ----- |
| 1    | Gino Bartali | Legnano | ?     |

### 2ª tappa
- 6 ottobre: L'Aquila > Terni – 172 km[4]

Risultati
| Pos. | Corridore    | Squadra   | Tempo    |
| ---- | ------------ | --------- | -------- |
| 1    | Mario Ricci  | Legnano   | 5h44'23" |
| 2    | Gino Bartali | Legnano   | s.t.     |
| 3    | Primo Volpi  | Viscontea | s.t.     |

| Pos. | Corridore    | Squadra | Tempo     |
| ---- | ------------ | ------- | --------- |
| 1    | Gino Bartali | Legnano | 11h15'46" |
| 2    | Mario Ricci  | Legnano | a 3'11"   |
| 3    | Adolfo Leoni | Bianchi | a 5'27"   |

### 3ª tappa, 1ª semitappa
- 7 ottobre: Terni > Rieti – 37,5 km[1]

Risultati
| Pos. | Corridore         | Squadra    | Tempo    |
| ---- | ----------------- | ---------- | -------- |
| 1    | Quirino Toccaceli | C.V. Appio | 1h10'17" |
| 2    | Mario Ricci       | Legnano    | s.t.     |
| 3    | Gino Bartali      | Legnano    | s.t.     |

### 3ª tappa, 2ª semitappa
- 7 ottobre: Rieti > Roma – 100 km[1]

Risultati
| Pos. | Corridore         | Squadra     | Tempo    |
| ---- | ----------------- | ----------- | -------- |
| 1    | Primo Volpi       | Viscontea   | 3h07'25" |
| 2    | Severino Canavesi | C. Canavesi | s.t.     |
| 3    | Aldo Bini         | Bianchi     | a 1'27"  |

| Pos. | Corridore    | Squadra | Tempo     |
| ---- | ------------ | ------- | --------- |
| 1    | Gino Bartali | Legnano | 15h35'12" |
| 2    | Mario Ricci  | Legnano | a 3'11"   |
| 3    | Adolfo Leoni | Bianchi | a 5'27"   |

## Classifiche finali

### Classifica generale (Top 10)
| Pos. | Corridore         | Squadra     | Tempo     |
| ---- | ----------------- | ----------- | --------- |
| 1    | Gino Bartali      | Legnano     | 15h35'12" |
| 2    | Mario Ricci       | Legnano     | a 3'11"   |
| 3    | Adolfo Leoni      | Bianchi     | a 5'27"   |
| 4    | Elio Bertocchi    | A.S. Roma   | a 7'26"   |
| 5    | Sergio Maggini    | A.S. Catena | a 12'49"  |
| 6    | Aldo Ronconi      | Viscontea   | a 13'19"  |
| 7    | Severino Canavesi | C. Canavesi | a 13'40"  |
| 8    | Primo Volpi       | Viscontea   | a 17'33"  |
| 9    | Edoardo Taddei    | C.V. Appio  | a 19'12"  |
| 10   | Aldo Bini         | Bianchi     | a 21'00"  |

### Gran Premio della Montagna (Top 5)
| Pos. | Corridore         | Squadra     | Punti |
| ---- | ----------------- | ----------- | ----- |
| 1    | Gino Bartali      | Legnano     | 14    |
| 2    | Severino Canavesi | C. Canavesi | 9     |
| 3    | Angelo Brignole   | Santamaria  | 5     |
| 3    | Mario Ricci       | Legnano     | 5     |
| 5    | Elio Bertocchi    | A.S. Roma   | 4     |